# Standaardelftal
Een standaardelftal (ook wel het eerste elftal genoemd) is het hoogste team (vrouwen of mannen) van een voetbalclub. Dit team komt uit in een standaarddivisie van het Nederlandse voetbalsysteem, waarin alleen eerste elftallen van andere clubs in meedoen. Niet alle clubs hebben een standaardelftal. Veel kleinere clubs kiezen er voor om alleen teams in reserve competities uit te laten komen, vaak vanwege de hogere eisen en financiële kosten die verbonden zijn aan een standaardelftal. 
Een klein aantal clubs hebben twee standaardelftallen (zaterdag en zondag) en sommige profclubs hebben meerdere elftallen (zoals PSV en Jong PSV) die uitkomen op verschillende niveaus in het voetbalsysteem.

## Verschil standaardelftal en reserves
Los van het sportieve niveau zijn er aan standaardelftallen meer regels verbonden vergeleken met reserves. Bij wedstrijden zijn maar een beperkt aantal wissels toegestaan (vergeleken met onbeperkt wisselen bij reserves).Trainers moeten een KNVB licentie hebben afhankelijk van het niveau waarin het standaardelftal uitkomt. Op het profniveau en in de hogere amateurdivisies- en klassen krijgen spelers en trainers doorgaans een loon of (onkosten)vergoeding, terwijl dit bij de reserves niet het geval is. 